# Joutseno (conurbation)
La conurbation de Joutseno (finnois : Joutsenon keskustataajama) est une zone urbaine située à vingt kilomètres à l'Est du centre de Lappeenranta en Finlande. 
C'est le deuxième zone urbaine de Lappeenranta par sa taille,.

## Présentation
La zone urbaine de Joutseno était le centre ville de Joutseno avant son absorption par  Lappeenranta en 2009.
L'ancienne municipalité de Joutseno est alors découpée en deux parties: la conurbation de Joutseno et Korvenkylä.
La zone urbaine est traversée par la valtatie 6 et la voie ferrée de Carélie.